# Кисельова Марія Олександрівна
Марія Олександрівна Кисельова (28 вересня 1974, Куйбишев, СРСР) — російська синхроністка, триразова чемпіонка Олімпійських ігор, дворазова чемпіонка світу, дев'ятикратна чемпіонка Європи, заслужений майстер спорту (2000), телеведуча.

## Біографія
Народилася 28 вересня 1974 в російському місті Куйбишев. У 1978 році родина переїхала до Ленінграда, там вони два роки жили у військовому гуртожитку. В 1980 році переїхали в Москву.
Плаванням почала займатись у віці 3 років. Батьки записали її в секцію тільки для загального фізичного розвитку.
Її першими тренерами були Наталія Кіріакіді і Марина Дмитрієва. Потім з нею працювала Тетяна Хейцер — в минулому відома спортсменка. Під її керівництвом Кисельова стала майстром спорту.
У 1991 році стала студенткою фізкультурного інституту імені Лесгафта. У 1992 році у неї з'явився новий тренер — Тетяна Данченко. Через рік спортсменка стала членом збірної Росії і на чемпіонаті Європи виграла свою першу міжнародну нагороду, золоту медаль. У тому ж році їй присвоєно звання майстра спорту міжнародного класу. У 1996 році вступила на факультет журналістики МДУ імені М. В. Ломоносова, який закінчила в 2002 році. Ведуча «Слабої ланки».

## Спортивна кар'єра
Триразова олімпійська чемпіонка (разом з Ольгою Бруснікіною), триразова чемпіонка світу, дев'ятикратна чемпіонка Європи, багаторазова володарка Кубків світу та Європи, переможниця Ігор доброї волі, член збірної Росії з синхронного плавання на Олімпіаді-2000 в Сіднеї, багаторазова чемпіонка Росії.

## Нагороди
- Орден «За заслуги перед Вітчизною» IV ступеня , 4 | 05 | 2014  за великий внесок у розвиток фізичної культури і спорту, високі спортивні досягнення на Іграх XXVIII Олімпіади 2004 року в Афінах ' '
- Орден Пошани (Росія) (19 квітня 2001) —  за великий внесок у розвиток фізичної культури і спорту, високі спортивні досягнення на Іграх XXVII Олімпіади 2000 року в Сіднеї  Указ Президента РФ від 19 квітня 2001 N 450

## Журналістська діяльність
Почала працювати на телебаченні в 2001 році Вела програми телебачення Спорт-Експрес. Новини спорту: футбол, хокей, теніс, баскетбол, біатлон — всі види спорту на одному сайті в спортивній редакції на телеканалі НТВ. Працювала кореспондентом на спортивному каналі НТВ-Плюс. З 25 вересня 2001 року по 2 липня 2005 року, водночас зі спортом, була ведучою телегри «Слаба ланка». У 2020 році знову стала ведучою нового сезону телегри «Слабка ланка».

## Санкції
У червні 2024 року проти введено персональні санкції ЄС за підтримку путінського режиму.

## Громадська діяльність
Член президії Ради при Президентові РФ з фізичної культури і спорту, а також членом партії «Єдина Росія».
Була учасницею програми «Посли Універсіади 2013» в Казані.
Під час Президентських виборів у Росії в 2012 році і Президентських виборів у Росії 2018 році була довіреною особою кандидата в президенти РФ Володимира Путіна.

## Фільмографія
- 2003 р.- телесеріал «Ідіот». Роль: Варвара Іволгіна
- 2007 р. — «Параграф 78. Фільм другий»(режисер Михайло Хлебородов). Роль: Член військового трибуналу